# Full Force (groupe)
Pour les articles homonymes, voir Full Force.
Full Force est un groupe américain de hip-hop et rhythm and blues, originaire de Brooklyn, New York.

## Histoire
Le groupe produit et écrit de la musique pour de nombreux artistes, dont UTFO, Doctor Ice, Samantha Fox, Patti LaBelle, The Force M.D.s, Britney Spears, James Brown, Lisa Lisa and Cult Jam, Backstreet Boys, 'N Sync, Wild Orchid, Cheryl Pepsii Riley, et Lil' Kim.
Le succès de Full Force est le morceau Roxanne, Roxanne (1984) d'UTFO, qui donne lieu à plusieurs réponses, notamment celle de Roxanne Shanté. Tout au long des années 1980, le groupe produit une série de grands succès pour Lisa Lisa et Cult Jam, dont I Wonder If I Take You Home, All Cried Out et Head to Toe, ainsi que pour Samantha Fox, dont Naughty Girls (Need Love Too) et I Wanna Have Some Fun, et pour la chanteuse de RnB Cheryl Pepsii Riley, dont Thanks for My Child, numéro un du RnB aux États-Unis. En 1988, leur single I'm Real pour James Brown donne au chanteur légendaire son plus grand succès depuis 14 ans, se classant à la deuxième place du RnB américain.
En outre, le groupe écrit et produit la plupart des singles du cinquième album studio de La Toya Jackson, La Toya, notamment You're Gonna Get Rocked ! et You Blew, ainsi que le titre I Got It Like That de Patti LaBelle, pour lequel ils fournit également des chants de fond importants sur son album Be Yourself sorti en 1989. Full Force fournit également des chœurs sur deux chansons de Bob Dylan enregistrées pendant les sessions d'Infidels : Death Is Not the End (sortie sur Down in the Groove (1988)) et Tell Me (sortie sur The Bootleg Series Volumes 1-3 (Rare and Unreleased) 1961-1991).
Le plus grand succès de Full Force dans les années 1990 est le single All I Have to Give des Backstreet Boys, classé en 1998 dans le top 5 américain et no 2 britannique,. Full Force travaille également avec Mayté, l'ex-femme de Prince, sur son album Child of the Sun, sorti en 1995, mais les morceaux restent inédits. 

## Discographie notable

### Albums studio
| 1985                                             | Full Force                      | Columbia/CBS       | 29 | 160 |
| 1986                                             | Full Force Get Busy 1 Time!     | Columbia           | 19 | 156 |
| 1987                                             | Guess Who's Comin' to the Crib? | Columbia           | 28 | 126 |
| 1989                                             | Smoove                          | Columbia           | 61 | —   |
| 1992                                             | Don't Sleep                     | Capitol/EMI        | —  | —   |
| 1995                                             | Sugar on Top                    | Calibre            | —  | —   |
| 2001                                             | Still Standing                  | TVT                | —  | —   |
| 2007                                             | Legendary                       | Columbia/SME       | —  | —   |
| 2009                                             | Full Force, of Course           | Earforce           | —  | —   |
| 2014                                             | With Love from Our Friends      | Full Force Records | —  | —   |
| « — » démontre qu'aucun classement n'est attent. |                                 |                    |    |     |